# Ренцов
Ренцов (нем. Renzow) — община в Германии, в земле Мекленбург — Передняя Померания.
Входит в состав района Северо-Западный Мекленбург. Подчиняется управлению Лютцов-Любсторф. Население составляет 442 человека (на 31 декабря 2006 года). Занимает площадь 9,22 км².